# Cindy Cohn
Cindy Cohn es una abogada estadounidense de derechos civiles especializada en derecho de Internet. Representó a Daniel J. Bernstein y Electronic Frontier Foundation en Bernstein v. Estados Unidos.

## Trayectoria
Se graduó en la Universidad de Iowa y la Escuela de Economía de Londres y su Doctorado en Jurisprudencia de la Universidad de Míchigan.
En 1997, Cohn fue distinguida como uno de los "Abogados del año" por la revista California Lawyer Magazine. Después de trabajar durante 15 años como directora legal y consejera general de Electronic Frontier Foundation, se convirtió en su directora ejecutiva en 2015.
Además del caso de Bernstein, otros casos relevantes de Cohn incluyen Hepting contra AT&T (demanda colectiva contra AT&T por colaborar con el programa de escuchas y recopilación de datos masiva y aleatoria (data-mine) de la Agencia de Seguridad Nacional, In re Sony BMG Tech litigation (demanda colectiva contra Sony BMG por colocar la controvertida administración de derechos digital (DRM) en los ordenadores de sus clientes), OPG v. Diebold (Diebold fue considerado responsable por intervenir en el funcionamiento de losproveedores de servicio del internet (ISPs) para intentar evitar que se airearan los fallos de sus máquinas de máquinas de votación electrónica), y DVD CCA v. Bunner (Representando a Andrew Bunner contra la Asociación de Control de Copia de DVD para defender su derecho a republicar un programa de ordenador que encontró republicado en Internet).

## Reconocimientos
En 2006, Cohn fue nombrada por el National Law Journal entre los100 profesionales de la abogacía más influyentes de Estados Unidos. En noviembre de 2018, Forbes la incluyó entre las "50 mejores mujeres en tecnología de Estados Unidos". Cohn también es miembro de la junta directiva de organizaciones sin ánimo de lucro como Human Rights Advocates y Verified Voting Foundation .